# Blind Willie McTell
Blind Willie McTell (5 de Maio de 1901 - Thomson, Geórgia - 15 de Agosto de 1959, Milledgeville, Geórgia) foi um cantor e guitarrista de blues e ragtime de Piemonte.

## Carreira
Ele tocou com uma técnica de guitarra fluida e sincopada, comum entre muitos expoentes do blues do Piemonte. Ao contrário de seus contemporâneos, ele passou a usar exclusivamente violões de doze cordas. McTell também era um guitarrista de slide adepto, incomum entre os bluesmen do ragtime. Seu estilo vocal, um tenor suave e muitas vezes descontraído, diferia muito de muitas das vozes mais ásperas dos bluesmen do Delta, como Charley Patton. McTell se apresentou em vários estilos musicais, incluindo blues, ragtime, música religiosa, etc.

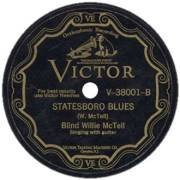
Rótulo de "Statesboro Blues", uma das obras mais notáveis de McTell

McTell nasceu em Thomson, Geórgia. Ele aprendeu a tocar violão no início da adolescência. Ele logo se tornou um artista de rua em várias cidades da Geórgia, incluindo Atlanta e Augusta, e gravou pela primeira vez em 1927 para a Victor Records. Ele nunca produziu um disco de grande sucesso, mas teve uma prolífica carreira de gravadoras com diferentes gravadoras e sob diferentes nomes nas décadas de 1920 e 1930. Em 1940, ele foi gravado pelo folclorista John A. Lomax e Ruby Terrill Lomax para o arquivo de canções folclóricas da Biblioteca do Congresso. Ele estava ativo nas décadas de 1940 e 1950, tocando nas ruas de Atlanta, muitas vezes com seu antigo sócio Curley Weaver. Mais duas vezes ele gravou profissionalmente. Suas últimas gravações surgiram durante uma sessão improvisada gravada pelo dono de uma loja de discos de Atlanta em 1956. McTell morreu três anos depois, tendo vivido por anos com diabetes e alcoolismo. Apesar de sua falta de sucesso comercial, ele foi um dos poucos músicos de blues de sua geração que continuou a tocar e gravar ativamente durante as décadas de 1940 e 1950. Ele não viveu para ver o renascimento da música folk americana, no qual muitos outros bluesmen foram "redescobertos".
A influência de McTell se estendeu a uma ampla variedade de artistas, incluindo a Allman Brothers Band, que fez covers de seu " Statesboro Blues", e Bob Dylan, que prestou homenagem a ele em sua canção de 1983 " Blind Willie McTell", cujo refrão é "E Eu sei que ninguém pode cantar o blues como Blind Willie McTell". Outros artistas influenciados por McTell incluem Taj Mahal, Alvin Youngblood Hart, Ralph McTell, Chris Smither, Jack White e White Stripes.

## Discografia

### Singles
| Ano  | Lado A                             | Lado B                                       | Selo     | Cat. #  | Moniker              | Notas                                                 |
| ---- | ---------------------------------- | -------------------------------------------- | -------- | ------- | -------------------- | ----------------------------------------------------- |
| 1927 | "Stole Rider Blues"                | "Mr. McTell Got the Blues"                   | Victor   | 21124   | Blind Willie McTell  |                                                       |
| 1927 | "Writing Paper Blues"              | "Mamma, Tain't Long Fo' Day"                 | Victor   | 21474   | Blind Willie McTell  |                                                       |
| 1928 | "Three Women Blues"                | "Statesboro Blues"                           | Victor   | V38001  | Blind Willie McTell  |                                                       |
| 1928 | "Dark Night Blues"                 | "Loving Talking Blues"                       | Victor   | V38032  | Blind Willie McTell  |                                                       |
| 1929 | "Atlanta Strut"                    | "Kind Mama"                                  | Columbia | 14657-D | Blind Sammie         |                                                       |
| 1929 | "Travelin' Blues"                  | "Come on Around to My House Mama"            | Columbia | 14484-D | Blind Sammie         |                                                       |
| 1929 | "Drive Away Blues"                 | "Love Changing Blues"                        | Victor   | V38580  | Blind Willie McTell  |                                                       |
| 1930 | "Talking to Myself"                | "Razor Ball"                                 | Columbia | 14551-D | Blind Sammie         |                                                       |
| 1931 | "Southern Can Is Mine"             | "Broke Down Engine Blues"                    | Columbia | 14632-D | Blind Sammie         |                                                       |
| 1931 | "Low Rider's Blues"                | "Georgia Rag"                                | OKeh     | 8924    | Georgia Bill         |                                                       |
| 1931 | "Stomp Down Rider"                 | "Scarey Day Blues"                           | OKeh     | 8936    | Georgia Bill         |                                                       |
| 1932 | "Mama, Let Me Scoop for You"       | "Rollin' Mama Blues"                         | Victor   | 23328   | Hot Shot Willie      | com Ruby Glaze                                        |
| 1932 | "Lonesome Day Blues"               | "Searching the Desert for the Blues"         | Victor   | 23353   | Hot Shot Willie      | com Ruby Glaze                                        |
| 1933 | "Savannah Mama"                    | "B and O Blues No. 2"                        | Vocalion | 02568   | Blind Willie         |                                                       |
| 1933 | "Broke Down Engine"                | "Death Cell Blues"                           | Vocalion | 02577   | Blind Willie         |                                                       |
| 1933 | "Warm It Up to Me"                 | "Runnin' Me Crazy"                           | Vocalion | 02595   | Blind Willie         |                                                       |
| 1933 | "It's a Good Little Thing"         | "Southern Can Mama"                          | Vocalion | 02622   | Blind Willie         |                                                       |
| 1933 | "Lord Have Mercy, if You Please"   | "Don't You See How This World Made a Change" | Vocalion | 02623   | Blind Willie         | com "Partner" (Curley Weaver)                         |
| 1933 | "My Baby's Gone"                   | "Weary Hearted Blues"                        | Vocalion | 02668   | Blind Willie         |                                                       |
| 1935 | "Bell Street Blues"                | "Ticket Agent Blues"                         | Decca    | 7078    | Blind Willie McTell  | com Kate McTell                                       |
| 1935 | "Dying Gambler"                    | "God Don't Like It"                          | Decca    | 7093    | Blind Willie McTell  | com Kate McTell                                       |
| 1935 | "Ain't It Grand to Be a Christian" | "We Got to Meet Death One Day"               | Decca    | 7130    | Blind Willie McTell  | com Kate McTell                                       |
| 1935 | "Your Time to Worry"               | "Hillbilly Willie's Blues"                   | Decca    | 7117    | Blind Willie McTell  |                                                       |
| 1935 | "Cold Winter Day"                  | "Lay Some Flowers on My Grave"               | Decca    | 7117    | Blind Willie McTell  |                                                       |
| 1950 | "Kill It Kid"                      | "Broke-Down Engine Blues"                    | Atlantic | 891     | Barrelhouse Sammy    |                                                       |
| 1950 | "River Jordan"                     | "How About You"                              | Regal    | 3260    | Blind Willie         |                                                       |
| 1950 | "It's My Desire"                   | "Hide Me in Thy Bosom"                       | Regal    | 3272    | Blind Willie         |                                                       |
| 1950 | "Love Changing Blues"              | "Talkin' to You Mama"                        | Regal    | 3277    | Willie Samuel McTell | com Curley Weaver; atribuído a "Pig and Whistle Band" |

como acompanhante
| Ano  | Artista                     | Lado A                                   | Lado B                                      | Label           | Cat. #  | Notas                        |
| ---- | --------------------------- | ---------------------------------------- | ------------------------------------------- | --------------- | ------- | ---------------------------- |
| 1927 | Alfoncy and Bethenea Harris | "Teasing Brown"                          | "This Is Not the Stove to Brown Your Bread" | Victor          | V38594  |                              |
| 1931 | Ruth Willis                 | "Experience Blues"                       | "Painful Blues"                             | Columbia        | 14642-D |                              |
| 1931 | Ruth Willis                 | "Rough Alley Blues"                      | "Low Down Blues"                            | OKeh            | 8921    |                              |
| 1931 | Ruth Willis                 | "Talkin' to You Wimmin' About the Blues" | "Merciful Blues"                            | OKeh            | 8932    |                              |
| 1935 | Curley Weaver               | "Tricks Ain't Walking No More"           | "Early Morning Blues"                       | Decca           | 7077    |                              |
| 1935 | Curley Weaver               | "Sometime Mama"                          | "Two-Faced Woman"                           | Decca           | 7906    | McTell toca apenas no lado B |
| 1935 | Curley Weaver               | "Oh Lawdy Mama"                          | "Fried Pie Blues"                           | Decca           | 7664    |                              |
| 1949 | Curley Weaver               | "My Baby's Gone"                         | "Ticket Agent"                              | Sittin' In With | 547     |                              |

### Longplays
| Ano  | Título                    | Selo       | Cat. #   | Notas                                                                       |
| ---- | ------------------------- | ---------- | -------- | --------------------------------------------------------------------------- |
| 1961 | Last Session              | Bluesville | BV 1040  | gravado em 1956                                                             |
| 1966 | Blind Willie McTell: 1940 | Melodeon   | MLP 7323 | com o subtítulo The Legendary Library of Congress Session ; gravado em 1940 |

### Compilações selecionadas
- Blind Willie McTell 1927–1933: The Early Years, Yazoo L-1005 (1968)
- Blind Willie McTell 1949: Trying to Get Home, Biograph BLP-12008 (1969)
- King of the Georgia Blues Singers (1929–1935), Roots RL-324 (1969)
- Atlanta Twelve String, Atlantic SD-7224 (1972)
- Death Cell Blues, Biograph BLP-C-14 (1973)
- Blind Willie McTell: 1927–1935, Yazoo L-1037 (1974)
- Blind Willie McTell: 1927–1949, The Remaining Titles, Wolf WSE 102 (1982)
- Blues in the Dark, MCA 1368 (1983)
- Complete Recorded Works in Chronological Order, vol. 1, Document DOCD-5006 (1990)
- Complete Recorded Works in Chronological Order, vol. 2, Document DOCD-5007 (1990)
- Complete Recorded Works in Chronological Order, vol. 3, Document DOCD-5008 (1990)
  - These three albums were issued together as the box set Statesboro Blues, Document DOCD-5677 (1990)
- Complete Library of Congress Recordings in Chronological Order, RST Blues Documents BDCD-6001 (1990)
- Pig 'n Whistle Red, Biograph BCD 126 (1993)
- The Definitive Blind Willie McTell, Legacy C2K-53234 (1994)
- The Classic Years 1927–1940, JSP JSP7711 (2003)
- King of the Georgia Blues, Snapper SBLUECD504X (2007)

### Compilações selecionadas com outros artistas
- Blind Willie McTell/Memphis Minnie: Love Changin' Blues, Biograph BLP-12035 (1971)
- Atlanta Blues 1933, JEMF 106 (1979)
- Blind Willie McTell and Curley Weaver: The Post-War Years, RST Blues Documents BDCD 6014 (1990)
- Classic Blues Artwork from the 1920s, vol. 5, Blues Images – BIM-105 (2007)